# Jianshe, Datian
Jianshe (kinesiska: 建设, 建设镇) är en köping i sydöstra Kina. Den ligger i Datian härad i staden Sanming i provinsen Fujian, omkring 150 kilometer väster om provinshuvudstaden Fuzhou. Antalet invånare är 20 955. Befolkningen består av 9 518 kvinnor och 11 437 män. Barn under 15 år utgör 12,0 %, vuxna 15-64 år 78 %, och äldre över 65 år 8,0 %.